# Инвалидовна (станция метро)
Инвалидовна (чеш. Invalidovná) — станция пражского метрополитена. Расположена на линии B между станциями «Кршижикова» и «Палмовка».

## Характеристика станции
Станция открыта 22 ноября 1990 года в составе третьего пускового участка линии В «Florenc - Českomoravská».
Расположена в районе Карлин. Названа по расположенному неподалёку Дому инвалидов, построенному в 1731—1737 годах в стиле барокко. Первоначально станцию предлагалось назвать «Гакенова» в честь председателя Коммунистической партии Чехословакии в 1925—1927 годах Йозефа Гакена.
Инвалидовна — пилонная станция глубокого заложения.

### Наводнение 2002 года
Станция пострадала при наводнении 2002 года. Станция открылась после устранения последствий наводнения в 1 квартале 2003 года